# Toundra
Toundra ist eine spanische Instrumental-Rock-Band, die 2007 in Madrid gegründet wurde.

## Geschichte
Toundra wurde von Ex-Mitgliedern der spanischen Gruppen Nacen de las Cenizas und Ten Minute Man gebildet.
Die Band veröffentlichte ihre erste EP im Dezember 2007, die dem Namen (I) trug. Das erste Studioalbum der Band ebenfalls (I) genannt, wurde von Astoria Records vertrieben. Wenig später wurde es unter einem neuen Thema „Genesis“ erneut veröffentlicht. Einige Monate später stieg Schlagzeuger Guillermo aus der Band aus, der daraufhin von Álex Pérez ersetzt wurde. Im November 2009 wechselten sie die Plattenfirma und gingen zu Aloud Music. Im Mai 2010 folgte das zweite Album der Band mit dem Namen (II). Die kostenlose Download-Politik des spanischen Labels sorgte für eine wachsende Anhängerschaft. Toundra nahm am Primavera Sound Festival (2010) in Barcelona teil und wurde in dieser Zeit in anderen europäischen Ländern bekannt. Nach dem Erfolg ihres zweiten Albums, begaben sie sich auf eine Tour durch Spanien. 2011 spielten sie wieder auf dem Primavera Sound Festival, sowie anderen renommierten Festivals wie DCode in Madrid oder dem Resurrection Festival in Vivero. Im September 2012 veröffentlichten sie ihr drittes Studioalbum (III), wieder mit guten Verkaufszahlen. Nach der Veröffentlichung des dritten Albums, trat die Band auf verschiedenen Festivals wie dem Festival Internacional de Benicàssim (FIB), dem Primavera Sound und dem Resurrection Festival auf. Víctor García-Tapia verließ danach die Band, als neuer Gitarrist kam David López.
Ihr viertes Album (IV) wurde nicht mehr von Aloud Music, sondern 2014 von Superball Music herausgebracht. Es war ihr kommerzieller Durchbruch mit Platz 2 in den spanischen Charts und sorgte auch im Ausland für Anerkennung. Die grafische Gestaltung der Albumcover (II – IV) hat Chelsea Greene Lewyta durchgeführt.
Die Kooperation mit dem Flamencosänger Niño de Elche führte zu einer gemeinsamen Produktion unter dem Namen Exquirla. Das Album mit dem Titel Para quienes aún viven (Für diejenigen die noch Leben) wurde im Jahr 2016 veröffentlicht.
Zwei Jahre später folgte das nächste Bandalbum mit neuem Coverstil und erstmals einem eigenen Titel: Vortex konnte an die nummerierten Vorgänger auch mit einer Chartplatzierung anknüpfen. 2020 ließen sie sich von dem deutschen Stummfilmklassiker Das Cabinet des Dr. Caligari (1920) inspirieren und veröffentlichten unter dem deutschen Titel ein Album mit begleitender Musik. Als achte Veröffentlichung folgte mit zwei Jahren Abstand das Album Hex.
2023 entschied sich mit Esteban Girón das dritte Gründungsmitglied auszusteigen. Nach einer längeren Pause trat die Band ab 2025 mit Jorge García als neuem Gitarristen wieder auf.

## Stil
Die Stilistik von Toundra lässt sich am ehesten mit der Charakteristik des Post-Rock oder des Post-Metal vergleichen, wie sie auch Bands wie Caspian, Long Distance Calling oder Russian Circles eigen ist.

## Diskografie
Alben
- I (2008)
- II (2010)
- III (2012)
- IV (2014)
- Vortex (2018)
- Das Cabinet des Dr. Caligari (2020)
- Hex (2022)

Weitere Werke
- Para quienes aún viven (2016) mit Niño de Elche unter Exquirla